# Radebeul
Radebeul (pronunciación en alemán: /ˌʁaːdəˈbɔɪ̯l/ⓘ) es la segunda ciudad más grande y la más densamente poblada del distrito de Meißen, en Sajonia, Alemania. Se encuentra a mitad de camino entre Dresde y Meißen.

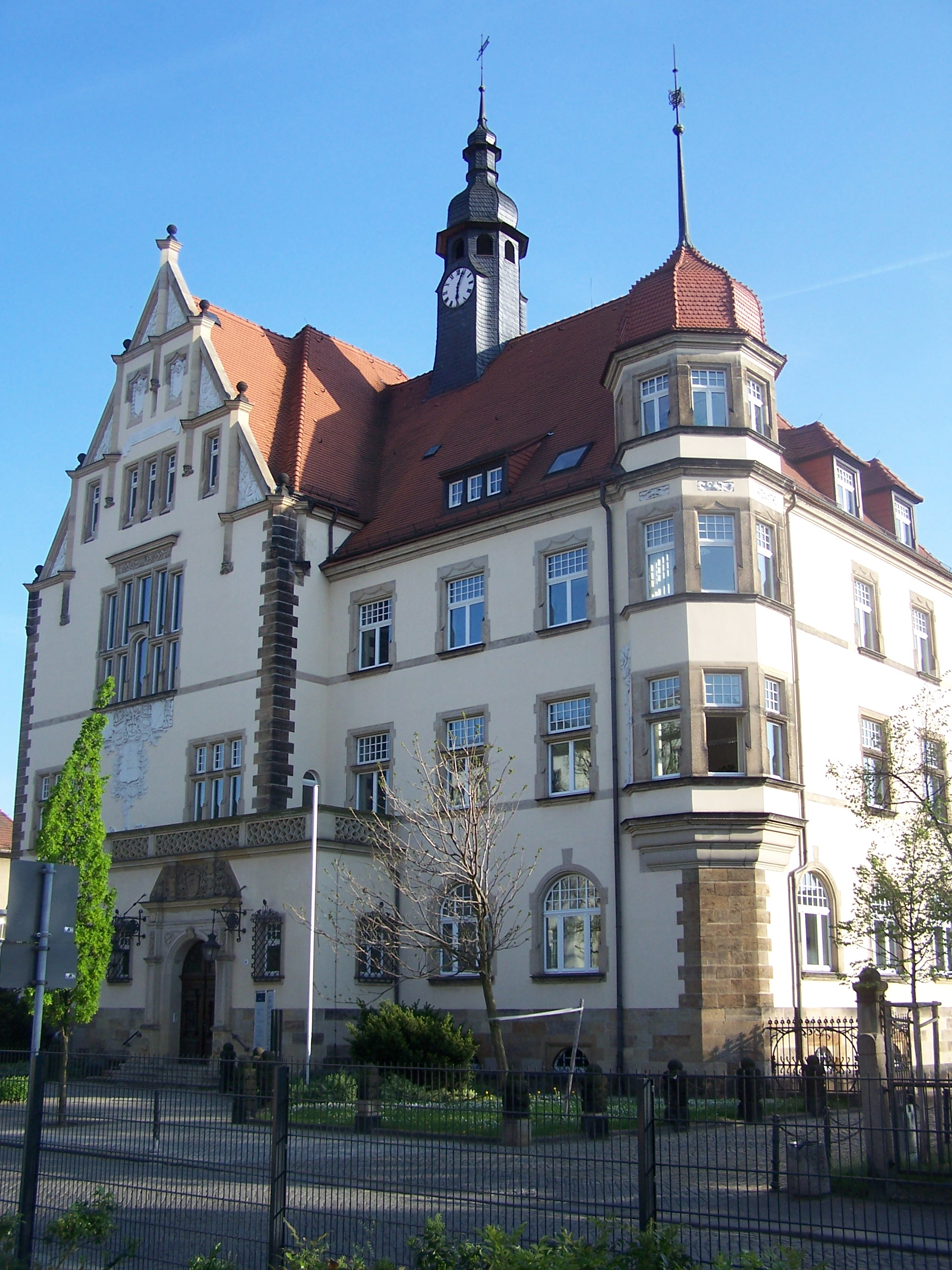
Ayuntamiento de Radebeul.

## Personalidades
El individuo más conocido de Radebeul es el escritor Karl May, quien vivió en esa localidad durante muchos años. Su villa alberga hoy en día un museo sobre su persona. El citado Karl May está enterrado en Radebeul.
También vivió allí el dramaturgo Gerhart Hauptmann.

## Ciudades hermanadas
- St. Ingbert, Alemania (1988)
- Sierra Vista, Estados Unidos (1998)
- Obukhiv, Ucrania (1999)
- Cananea, Sonora, México (2004)